# Guido d'Arezzo (cràter)
Guido d'Arezzo és un cràter d'impacte en el planeta Mercuri de 58 km de diàmetre. Porta el nom del músic teòric italià Guido d'Arezzo (c. 990-1050), i el seu nom va ser aprovat per la Unió Astronòmica Internacional el 1976.